# 阿部賢吉

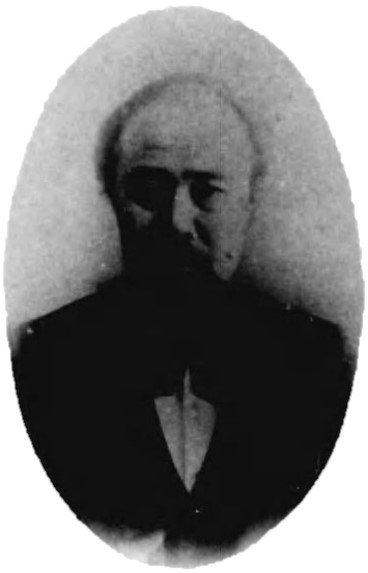
阿部賢吉

阿部 賢吉（あべ けんきち、1847年（弘化4年6月） - 1913年（大正2年）11月2日）は、明治時代の政治家。貴族院多額納税者議員。旧姓は米田。

## 経歴
陸奥国津軽郡五林平村（青森県北津軽郡五林平村、沿川村を経て現板柳町）の米田家に生まれる。のち阿部家11代目となる。飯詰組代官所手代、漆役、帳合などの村役人を務めたのち、1870年（明治3年）飯詰、増館両組の大庄屋となる。同年の弘前藩における帰田法の実施により献田し打撃を受けるものの再び約120ヘクタールを所有し大地主となった。羽野木沢村学務委員を経て、1872年（明治5年）津軽郡36区副戸長、北津軽郡第11組戸長、原子村外6箇村戸長を歴任。1889年（明治22年）初代七和村長に就任した。
同年以降、七和村会議員、北津軽郡会議員を経て、青森県会議員に当選。この間、1891年（明治24年）の地価修正問題では増税反対運動の先頭を切ったほか、羽野木沢小学校の校舎建設など教育振興にも力を入れた。1897年（明治30年）青森県多額納税者として貴族院議員に互選され、同年9月29日から1899年（明治32年）8月18日まで在任した。